# Baluchistán (Pakistán)
Baluchistán (urdu: بلوچستان), o Balochistán, es una de las entidades administrativas de Pakistán, la cual contiene aproximadamente la parte de la región de Beluchistán que se extiende entre las fronteras pakistaníes actuales. Regiones vecinas son el Beluchistán iraní al oeste, Afganistán y Pakistán al norte y Punyab y Sind al este. Al sur se encuentra el mar Arábigo.
Baluchistán es geográficamente la más grande de las cuatro provincias, con 347 190 km², pero contiene el menor número de habitantes: aproximadamente 7,9 millones en 2011. La densidad de población es muy baja debido al terreno montañoso y la escasez de agua. La región más al sur, costera, es conocida como Makrán. La región en el centro de la provincia es Kalat.
La capital es Quetta, situada en el distrito más densamente poblado del noreste de la provincia. Quetta está situada en un valle cerca de la frontera con Afganistán, con una carretera hacia Kandahar en el noroeste.
Baluchistán fue el emplazamiento de los primeros asentamientos agrícolas del Sur de Asia, el primero de los cuales fue Mehrgarh, en 6500 AC. Partes de Baluchistán fueron tomadas por Omán en 1950, pero fueron finalmente entregadas a Pakistán. Incluida en esa área se encuentra la ciudad costera de Guadar, donde el gobierno pakistaní lleva a cabo un gran proyecto con ayuda china para construir un puerto. Esto se hace también para proveer a la Marina Pakistaní otra base de operaciones, y así reducir su dependencia de Karachi, que es el único gran puerto de Pakistán.

## Geografía

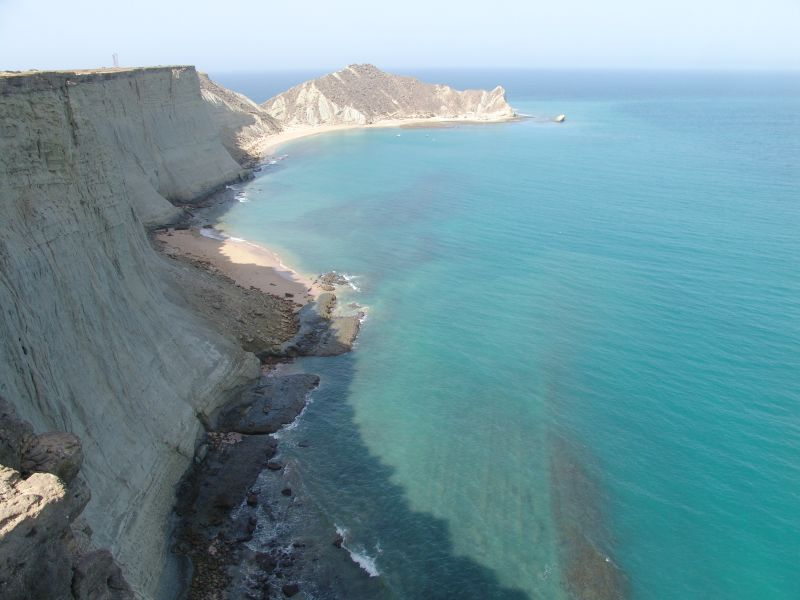
Isla Astola

Baluchistán está situada en el sudoeste de Pakistán y cubre un área de 347,190 km². Es la provincia más grande de Pakistán por área, constituyendo el 44% de la masa total de tierra de Pakistán. La provincia limita con Afganistán al norte y noroeste, Irán al suroeste, Punyab y Sindh, y Khyber Pakhtunkhwa y las Áreas Tribales Administradas Federalmente al noreste. Hacia el sur se encuentra el mar Arábigo. Baluchistán está situada en la parte sudeste de la meseta iraní. Limita con las regiones geopolíticas de Oriente Medio y el sudoeste de Asia, Asia Central y el sur de Asia. Baluchistán se encuentra en la desembocadura del estrecho de Ormuz y ofrece la ruta más corta desde los puertos hasta Asia Central. Su ubicación geográfica ha colocado a la región, de otro modo desolada, en el ámbito de los intereses mundiales.
La capital, Quetta, se encuentra en una parte densamente poblada de las Montañas de Sulaimán, en el noreste de la provincia. Está situada en un valle fluvial cerca del paso de Bolan, que se ha utilizado como la ruta de elección desde la costa a Asia Central, entrando a través de Kandahar, región de Afganistán. Los británicos y otros imperios históricos han cruzado la región para invadir Afganistán por esta ruta.
Baluchistán es rica en recursos agotables y renovables; es el segundo mayor proveedor de gas natural en Pakistán. El potencial de recursos renovables y humanos de la provincia no se ha medido ni explotado sistemáticamente debido a las presiones dentro y fuera de Pakistán.

## Población
Los baluchíes habitaron la región desde tiempos antiguos, quizás procedentes de Siria (al principio de la era cristiana), y están divididos en dos grupos: los makrani (de Mekrán) y los —"negros"— Brahui (de Kelat).

## Historia moderna
En 1947 Baluchistán formó parte de la Provincia Occidental de Pakistán, pero se constituyó en provincia separada en 1970. El NAP (National Awami Party) venció en las elecciones y Mir Ghaus Baksh Bizenjo y Sardar Ataullah Khan Mengal fueron nombrados gobernador y primer ministro provincial, respectivamente. Las medidas centralistas de Ali Bhutto de 1973 provocaron la rebelión nacional baluchi, derrotada en 1977. El gobierno provincial fue suspendido en 1973 y el NAP prohibido en 1975 y muchos de sus miembros encarcelados. En ese año combatieron 55 000 baluchis integrados en la Baluch Warna (Organización de Combatientes Baluchis) contra 100 000 soldados del gobierno que empezaron a empujar a los rebeldes hacia India e Irán.
En 1977 Zia Ul Haq derrocó a Bhutto, liberó a los baluchis presos y amnistió a los guerrilleros. En 1988 tras el triunfo de Benazir Bhutto, el Partido Popular de Pakistán (PPP) formó alianza en la provincia con la IDA (Islamic Democratic Alliance, rival del PPP a nivel nacional). En diciembre la asamblea fue disuelta para evitar un voto de no confianza. La medida fue declarada anticonstitucional en enero de 1989 y la Alianza Nacional Baluchi (Baluch Nationalist Alliance, BNA) llegó al poder. Poco después, el líder del Movimiento de Unidad Baluchi (Baluch Unity Movement), Anwar Baijar, acusó al PPP de asesinar a un líder baluchi. En 1990 la Asamblea provincial (como todas las del país) fue disuelta por el presidente. En las elecciones triunfó el IDA, que formó gobierno en Baluchistán en coalición con la Alianza Nacional Baluchi y el Jamhoori Watan Party (un partido de base baluchi y de ámbito estatal). Una huelga general estalló en mayo de 1992 convocada por la Alianza Nacional Baluchi y el Partido Jamhoori Watan.
En 1993 se produjeron enfrentamientos en la tribu Magsi cuando un clan dirigido por Zulfikar Magsi (ex primer ministro provincial por la IDA) fue atacado por su tío Yusuf Magsi, candidato por el PPP. La lucha tribal entre ambos clanes duró dos años. A finales de año las elecciones devolvieron el poder a Benazir Bhutto y en Beluchistán el PPP formó coalición con la Pakistan Muslim League (de facción Nawaz). Zulfikar Magsi, que figuró en las listas como independiente, fue elegido primer ministro. A finales de 1996 el partido Pushtunkhuwa Milli Awami Party (PKMAP) protestó contra el apoyo a los talibán. En 1998 la Federación de estudiantes de Baluchistán secuestró un avión en protesta contra la posible realización de pruebas nucleares en la región.

## Distritos de Baluchistán
1. Awaran
2. Barkhan
3. Kachi
4. Chagai
5. Dera Bugti
6. Guadar
7. Harnai
8. Jafarabad
9. Jhal Magsi
10. Kalat
11. Kech (Turbat)
12. Kharan
13. Kohlu
14. Khuzdar
15. Killa Abdullah
16. Killa Saifullah
17. Lasbela
18. Loralai
19. Mastung
20. Musakhel
21. Nasirabad
22. Nushki
23. Panjgur
24. Pishin
25. Quetta
26. Sherani
27. Sibi
28. Washuk
29. Zhob
30. Ziarat